# Няга, Штефан
Ште́фан (Степан Тимофе́евич) Ня́га (рум. Ștefan Neaga; 1900—1951) — молдавский советский композитор, пианист и дирижёр. Заслуженный деятель искусств Молдавской ССР (1943). Лауреат Сталинской премии второй степени (1950).

## Биография
Штефан Няга родился 24 ноября (7 декабря) 1900 в Кишинёве в семье известного лэутара Тимофея Няги. В 1917 году окончил музыкальное училище в Кишинёве по классу фортепиано Ю. М. Гуза. В 1920 году Няга переехал в Бухарест, где выступал с оркестром народных инструментов. В Бухаресте он окончил Академию музыки и драматического искусства в 1927 году по классу фортепиано Эм. Саеджиу и в 1933 году по классу композиции Дм. Куклина. В 1937—1939 годах Няга совершенствовался в парижской «Эколь нормаль» (класс композиции — Нади Буланже, фортепиано — Альфред Корто, дирижирования — Шарль Мюнш).
В 1940 году вернулся в Молдавию, вошедшую тогда в состав СССР. Он активно участвовал в музыкальной жизни Кишинёва. В 1940—1941 и в 1944—1950 годах Няга работал преподавателем Кишинёвской консерватории, участвовал в создании Союза композиторов Молдавии. В 1942—1944 годах был преподавателем Московской консерватории, эвакуированной в Саратов. С 1947 года С. Т. Няга был дирижёром симфонического оркестра МГФ. В 1946—1948 годах — председатель правления СК Молдавской ССР. Депутат ВС Молдавской ССР 2—3 созывов.
Штефан Няга умер в Кишинёве 30 мая 1951 года в результате болезни сердца.

## Творчество
Произведения Няги заложили основу молдавской советской композиторской школы. Он создал «Поэму о Днестре» (1943), кантаты «Штефан чел Маре» (1945), «Бессарабцы» (1947), «Юбилейная кантата» (1949), оратории («Песнь возрождения», 1951 и др.), концерт для скрипки с оркестром (1943), камерные сочинения, романсы и хоровые композиции. Няга написал музыку к гимну Молдавской ССР на слова Е. Н. Букова и Б. Истру (1945).

## Награды и премии
- Сталинская премия второй степени (1950) — за симфоническую кантату, посвящённую 25-летию Молдавской ССР и за «Песню о Сталине»
- орден Ленина
- заслуженный деятель искусств Молдавской ССР (1943)

## Память
Именем Няги в 1952 году была названа улица в кишинёвском секторе Боюканы и музыкальное училище, перед зданием которого в 1964 году ему установлен памятник (скульптор — Л. И. Дубиновский, архитектор — Ф. Наумов).
Сын Георгий Няга (р. 1922) — композитор, скрипач, педагог